# نماز وتیره
نماز وُتِیرِه دو رکعت نافله نشسته است که بعد از نماز عشا خوانده می‌شود؛ و صد آیه از قرآن می‌خوانند. مستحب است عوض صد آیه در یک رکعت سوره واقعه و رکعت دیگر سوره توحید بخوانند.